# سارة شبيغل (ممثلة)
سارة شبيغل (بالإنجليزية: Sarah Spiegel) هي مغنية وعازفة جاز وممثلة أمريكية، ولدت في 1986 في نيوجيرسي في الولايات المتحدة.

## وصلات خارجية
- سارة شبيغل (ممثلة) على موقع ميوزك برينز (الإنجليزية)